# فدامی
فدامی شهری در بخش فورگ شهرستان داراب در استان فارس کشور ایران است.

## رتبه در استان
بخش فورگ دهمین بخش پرجمعیت استان فارس است.
لیست ۱۰ بخش پرجمعیت استان فارس که در آینده شهرستان خواهند شد.
| ردیف | بخش                 | شهرستان   | جمعیت سال ۱۳۹۵ |
| ---- | ------------------- | --------- | -------------- |
| ۱    | بخش درودزن          | مرودشت    | ۳۷٬۸۲۶         |
| ۲    | بخش جره و بالاده    | کازرون    | ۳۵٬۵۲۴         |
| ۳    | بخش سیدان           | مرودشت    | ۳۲٬۸۵۰         |
| ۴    | بخش ششده و قره بلاغ | فسا       | ۳۰۷۰۲          |
| ۵    | بخش جنت             | داراب     | ۲۹٬۸۵۲         |
| ۶    | بخش شیبکوه          | فسا       | ۲۶٬۹۱۹         |
| ۷    | بخش جویم            | لارستان   | ۲۵٬۰۸۱         |
| ۸    | بخش میمند           | فیروزآباد | ۲۴٬۸۸۵         |
| ۹    | بخش ارژن            | شیراز     | ۲۳٬۴۶۱         |
| ۱۰   | بخش فورگ            | داراب     | ۲۲٬۱۳۸         |

## جمعیت
جمعیت این شهر بر پایه سرشماری سال ۱۳۹۵ برابر با ۴٬۰۹۷ تن است. براساس سرشماری مرکز آمار ایران در سال ۱۳۸۵، جمعیت آن ۴٬۰۸۷ نفر (۸۲۶خانوار) بوده‌است.